# You Say It's Your Birthday: Part 1 & 2
You Say It's Your Birthday: Part 1 & 2 is de eenendertigste en tweeëndertigste aflevering van het zesde seizoen van het tienerdrama Beverly Hills, 90210, die voor het eerst werden uitgezonden op 22 mei 1996.

## Verhaal
Valerie en Nat zitten met hun handen in de haren omdat Colin niet te vinden is. Valerie wil Jonesy bellen of hij hen kan helpen. Colin zit ondertussen in de haven hopend dat hij met een vrachtschip het land uit kan vluchten. Hij kan mee met een schip maar dat kost hem geld wat hij niet heeft. Zo belt hij naar zijn oude bazin Claudia om haar geld te vragen. Ondertussen belt Jonesy naar Valerie met het bericht dat hij iemand zal sturen om haar te helpen ook vertelt hij waar Dylan McKay is, hij is in Londen bij Brenda Walsh. Jonesy stuurt een FBI agent,Richard Ballen, die haar zal helpen. Richard heeft iets charmants wat Valerie aanspreekt.
De verrassing voor Steve waar Carl zijn 21ste verjaardag wil vieren is bekend, het wordt gehouden op de RMS Queen Mary. Dit is een grote passagiersschip. Steve is helemaal in de wolken en vindt het prachtig dat iedereen die hij kent uitgenodigd is. Als de gasten binnen druppelen, ziet hij veel oude bekenden. Als hij en Carl bijpraten, wordt het duidelijk dat Carl verliefd is op Clare en hij vraagt Steve toestemming om een poging te wagen. Dit zet Steve voor het blok, gelet op wat Carl allemaal voor hem gedaan heeft kan hij dit niet weigeren. Carl gaat naar Clare en vertelt haar dat hij het mag proberen van Steve. Dit maakt Clare woest en zij gaat naar Steve, die haar vertelt dat hij alleen een gentleman wilde zijn. Clare blijft boos en Steve wil weg en wil de boot verlaten.
Als Brandon en Susan zich inchecken op het schip, is er een boodschap voor Susan vanuit Washington D.C.. Ze krijgt het verzoek om te gaan werken voor de presidentiële campagne. Brandon vraagt haar wat dit te betekenen heeft ,maar ze zegt hem dat hij zich geen zorgen hoeft te maken en dat ze gewoon hier blijft. Later, als Brandon haar opzoekt in hun kamer, blijkt dat ze de baan toch aangenomen heeft en dit maakt Brandon ontzettend boos. Hij verwijt haar hem in de steek te laten en maakt haar attent op het feit dat hij een baan bij een grote krant afgezegd heeft voor hun relatie. Susan probeert het hem te laten begrijpen, maar Brandon loopt boos weg en wil weg van het schip.
Brandon en Steve komen elkaar tegen en ze besluiten allebei de boot te verlaten, waarna ze naar een café in de haven gaan. Het is een louche café waar ze binnengaan en krijgen al gauw ruzie met een andere gast. In het gevecht zien ze ineens Colin wegrennen maar kunnen er niet achteraan omdat ze opgepakt worden door de politie. Na een nacht in de cel worden ze opgehaald door Kelly en Valerie. Als ze terugrijden, zien ze ineens Colin lopen. Na een wilde achtervolging krijgen ze hem te pakken en dan komt het allemaal goed met Nat en Valerie.
David en Donna nodigen per ongeluk hun baas Erik ook uit voor het feest, het blijkt dat hij een oogje heeft op Donna. Donna ontkent dit maar voor David is dit wel duidelijk. Het blijkt dat David gelijk heeft en Erik zet alles in om Donna te versieren. Donna wimpelt hem af en dan zet hij zijn pijlen op Andrea en Kelly dat hem ook niet lukt. Als Donna van hem af is dan praat ze bij met David en het blijkt dat hun oude liefde nog niet helemaal weg is, integendeel: ze gaan het weer proberen.
Als ze weer terugkomen bij de boot, dan zoekt Brandon Susan op om afscheid te nemen. Hij neemt het haar nog steeds kwalijk dat ze hem in de steek laat. Ze vraagt hem om mee te gaan naar Washington, maar hij wijst dat af en wenst haar een prettig leven. Steve zoekt Clare op om te kijken hoe ze besloten heeft. Clare heeft de hele nacht nagedacht en besloten om toch voor Steve te kiezen. Joan heeft groot nieuws voor Nat, ze is zwanger en dat maakt Nat wel aan het schrikken. Als ze dit nieuws aan Brandon wil vertellen, zegt Nat ineens dat ze gaan trouwen.
Eenmaal thuis dan praten Brandon en Kelly nog wat bij, ze vraagt hem of zij nog een kans maken op een relatie. Brandon wijst het niet meteen af, maar wil het rustig aan doen.

## Rolverdeling
- Jason Priestley - Brandon Walsh
- Jennie Garth - Kelly Taylor
- Ian Ziering - Steve Sanders
- Brian Austin Green - David Silver
- Tori Spelling - Donna Martin
- Tiffani Thiessen - Valerie Malone
- Joe E. Tata - Nat Bussichio
- Kathleen Robertson - Clare Arnold
- Jason Wiles - Colin Robbins
- Gabrielle Carteris - Andrea Zuckerman
- James Eckhouse - Jim Walsh
- Carol Potter - Cindy Walsh
- Emma Caulfield - Susan Keats
- Christine Belford - Samantha Sanders
- Jed Allan - Rush Sanders
- Julie Parrish - Joan Diamnond
- Wings Hauser - J. Jay Jones "Jonesy" (stem)
- Ryan Thomas Brown - Morton Muntz
- Michael Woolson - Erik Budman
- Nick Kiriazis - Prins Carl
- Randy Spelling - Ryan Sanders
- Travis Wester - Austin Sanders
- Mary Crosby - Claudia Van Eyck
- Jon Hensley - Richard Ballen
- Goo Goo Dolls - Zichzelf (muzikale gast)